# Caledonian Stadium
The Caledonian Stadium, atualmente chamado de Tulloch Caledonian Stadium (devido à razões do patrocinador), é um estádio de futebol situado em Inverness, na Escócia. No estádio são jogadas partidas da Scottish Premier League quando mandados pelo Inverness Caledonian Thistle.